# Katarzyna Dzida-Hamela
Katarzyna Dzida-Hamela (ur. 17 października 1968 w Cieszynie) – polska operatorka dźwięku.
Dwukrotna laureatka Nagrody za dźwięk na Festiwalu Polskich Filmów Fabularnych w Gdyni oraz dwukrotna laureatka Polskiej Nagrody Filmowej, Orzeł w kategorii najlepszy dźwięk (ponadto czterokrotnie nominowana do tej nagrody). Wykładowczyni na Wydziale Reżyserii Dźwięku Uniwersytetu Muzycznego w Warszawie. Członkini Polskiej Akademii Filmowej.

## Filmografia
jako operator dźwięku:
- U Pana Boga za piecem (1998)
- Tydzień z życia mężczyzny (1999)
- Życie jako śmiertelna choroba przenoszona drogą płciową (2000)
- Chłopaki nie płaczą (2000)
- Poranek kojota (2001)
- E=mc2 (2002)
- Pornografia (2003)
- Róża (2011)
- Jak się pozbyć cellulitu (2011)
- Wałęsa. Człowiek z nadziei (2013)
- Drogówka (2013)
- Wołyń (2016)

## Nagrody i nominacje
- 1998 – Nagroda za dźwięk w filmie U Pana Boga za piecem na Festiwalu Polskich Filmów Fabularnych w Gdyni
- 1999 – nominacja do Polskiej Nagrody Filmowej, Orzeł za dźwięk w filmie U Pana Boga za piecem
- 2000 – nominacja do Polskiej Nagrody Filmowej, Orzeł za dźwięk w filmie Tydzień z życia mężczyzny
- 2002 – nominacja do Polskiej Nagrody Filmowej, Orzeł za dźwięk w filmie Poranek kojota
- 2003 – Nagroda za dźwięk w filmie Pornografia za piecem na Festiwalu Polskich Filmów Fabularnych w Gdyni
- 2004 – Polska Nagroda Filmowa, Orzeł za dźwięk w filmie Pornografia
- 2012 – Polska Nagroda Filmowa, Orzeł za dźwięk w filmie Róża
- 2017 – nominacja do Polskiej Nagrody Filmowej, Orzeł za dźwięk w filmie Wołyń